# 総局
総局（そうきょく、英語: General Bureau, Directorate、フランス語: Direction générale）は、組織上の単位の一種。一般に、局の上位にあるものとされ、組織において重要で広範な事務を分担する部局、全国的な組織における地方を管掌する支部、報道機関における特定の地域に関する取材を統括する支局などの組織単位名称として用いられる。

## 公的機関等における総局
日本政府においては、総局は国家行政組織法の施行以前、1943年（昭和18年）11月1日から各省官制通則等に基づいて置かれた組織上の単位であった。具体的には軍需省の航空兵器総局 、運輸通信省の鉄道総局と海運総局がこれにあたった 。
各省の一般の組織上の単位である大臣官房及び局のほかに設けられ、特定の関連性の深い分野を束ねて所掌した 。各総局に総局長官各1人を置いてその身分は勅任官とし、次官と同じく高等官一等又は二等とした 。各総局には長官官房および局を置き、総局各局に局長を各1人置いて勅任とし、本省の各局長と同じく高等官二等であった 。
1945年（昭和20年）7月25日から8月31日にかけて逓信院の事務所として広島市に逓信院西部逓信総局を置き、西部逓信総局に於いては大阪逓信局、広島逓信局、松山逓信局及び熊本逓信局の管轄区域における逓信院の事務を分掌させた  。このとき逓信院に逓信監を新たに設けて専任1人とし逓信院総裁に次ぐ次長級の勅任官として、西部逓信総局には逓信総局長を置く代わりに逓信監を配置した。総局内に総務部・業務部・工務部・施設部が置かれた。
国家行政組織法施行の後は、1950年（昭和25年）6月1日から1952年（昭和27年）7月31日にかけて設置されていた電波監理委員会にその事務局として電波監理総局を置いていた 。電波監理総局の長は電波監理長官とし、電波監理総局の内部組織として官房及び部を置き、電波監理総局の地方機関として地方電波監理局を置いていた 。
現在、国の機関には総局と呼ばれる組織として福島復興再生総局（2013年2月1日に設置）があるが、上記の各省官制通則等に基づく総局とは異なり、複数の行政機関の出先機関を統括する政府組織であり総局の長は復興大臣が務める。また、合議制の国家機関では、機関の事務を執行する事務局組織を「事務総局」と称するものがある（人事院事務総局、公正取引委員会事務総局、会計検査院事務総局、最高裁判所事務総局）。これらの事務総局では、かつての省における総局のように、下位の組織単位として局を置いているが、事務総局の長は長官ではなく事務総長と称する。
このほか、地方公共団体では特定の重要事務を行うために総局を置いているものがみられる。また、特殊法人である日本放送協会では、かつての省のように、（内部だけでなく外国取材拠点にも）総局と局の2層からなる組織単位が存在する。この場合、その長は総局長という。
公共企業体（公社）だった旧日本国有鉄道（国鉄）では1970年、鉄道管理局を総括する「支社」を廃止した際に、組織を残した北海道、四国、西部と東海道新幹線の4支社について、新たに総局の呼称を与えたが、新幹線総局（→JR東海・新幹線鉄道事業本部）を除いた、北海道（→JR北海道・鉄道事業本部）、四国（→JR四国）、九州（→JR九州・鉄道事業本部）の3総局については、1985年までに管内の一部または全域を対象に鉄道管理局の業務も統合し、兼務させた。

## 欧州連合における総局
各国での閣僚に相当する権能が与えられた欧州委員の下には、委員を補佐しEU法に基づき分野別の各種業務を執行する機関として総局が設けられている。この総局は欧州連合における省庁に相当する機能が与えられている。